# اولد هانتستنتون
اولد هانتستنتون (به انگلیسی: Old Hunstanton) یک روستا و محله مدنی در بریتانیا است که در King's Lynn and West Norfolk واقع شده‌است. اولد هانتستنتون ۵٫۳۵ کیلومتر مربع مساحت و ۶۲۸ نفر جمعیت دارد.